# Haarplas

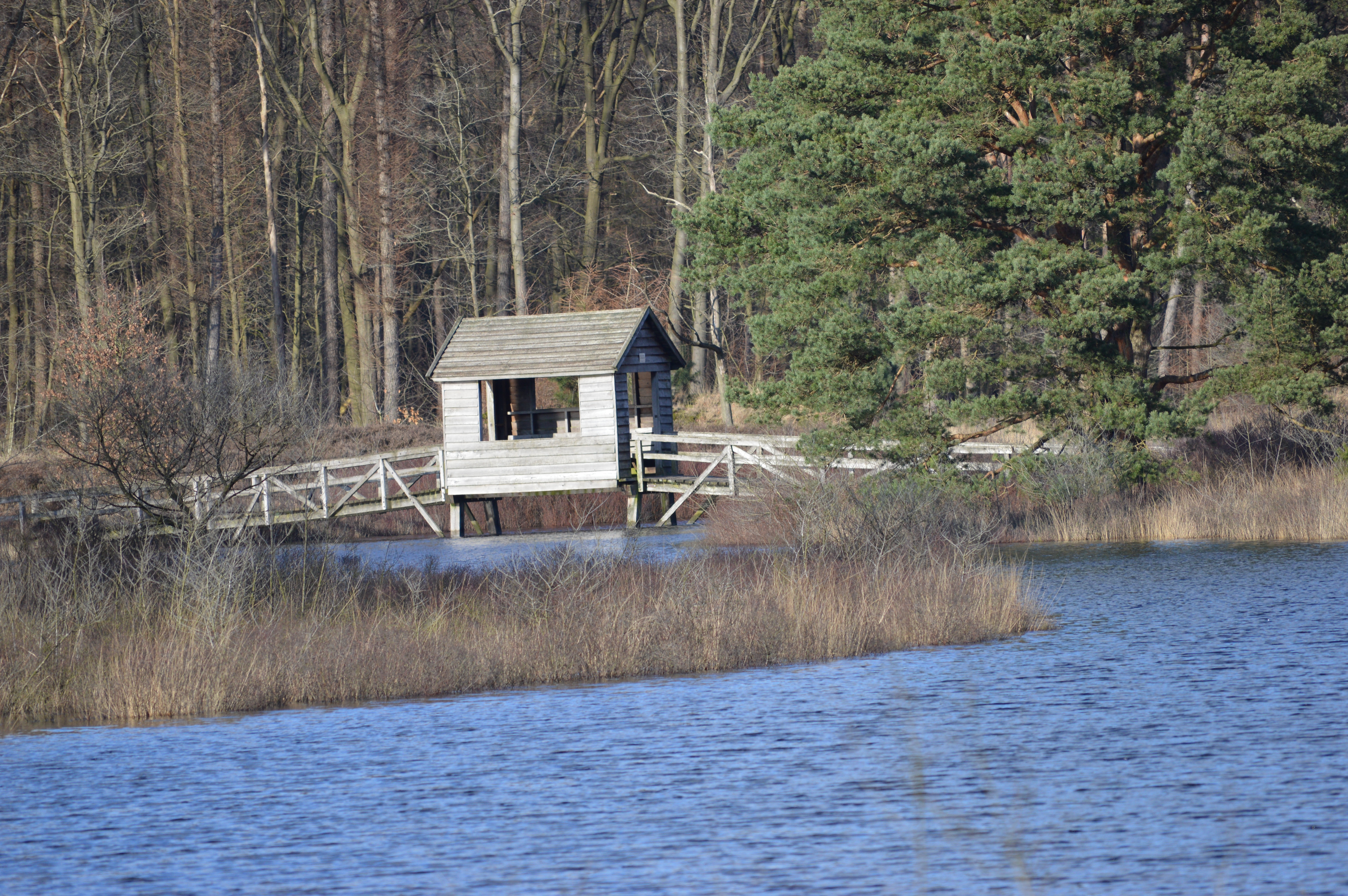
Vogelkijkhut bij de Haarplas

De Haarplas, in de omgeving vaak Zwanenvijver genoemd, is een vijver in de Boswachterij Hardenberg in de buurt van Diffelen in de gemeente Hardenberg.
De vijver werd aangelegd door werklozen in het kader van de werkverschaffing in de jaren dertig. Ze is te midden van de bossen gelegen. Vroeger werd er vaak illegaal gezwommen en vanuit het naburige Heemse organiseerde men er in de winter een ijsbaan.
De vijver is begin deze eeuw grootscheeps aangepakt om de natuurwaarde te vergroten. De oevers zijn vrijgemaakt van zware begroeiing en lopen nu zeer geleidelijk af. Bij de plas is een vogelkijkhut. De vijver is in trek bij wandelaars en natuurliefhebbers.
Anno 2010 wordt er gezwommen en geschaatst op een plas in de buurt, de voormalige zandwinput en nu recreatiegebied De Oldemeijer.